# Super magnum

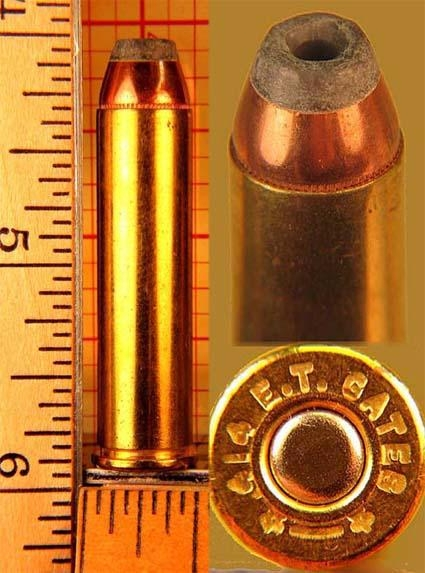
Exemplar de um .414 SuperMag de Gates

Super magnum é a designação genérica de versões ainda mais longas e/ou mais potentes de cartuchos do tipo magnum, que requerem armas reforçadas. 
O termo super magnum também pode se referir simplesmente a cartuchos projetados para uso em fuzis, mais potentes por consequência.
Os mais conhecidos desses cartuchos são os da família "SuperMag", propostos e testados pelo caçador e aventureiro Elgin Gates na década de 1970, em conjunto com a Dan Wesson.

## Calibres

### SuperMags de Gates
Elgin Gates, testou cartuchos de calibre .357, .375, .41, .44, .45, .50, e .60, com projéteis de 7 mm, de 1,61 polegadas, cerca de 3/10 de polegada mais longos que os originais (.357 Magnum, .41 Magnum, .44 Magnum). 
A capacidade extra de pólvora pode aumentar a velocidade de saída do cano em cerca de 30–40% sobre os cartuchos magnum originais.
Na década de 1980, a Dan Wesson Firearms começou a produzir revólveres para os calibres .357, .375, e .445 SuperMag. Em 2000 eles adicionaram armas para os calibres: .414 Supermag e .460 Rowland.

### Relação desuper magnums
Além dos SuperMag de Gates, outros cartuchos foram criados, aumentando o comprimento de cartuchos magnum existentes:

#### .327 Federal Magnum
O .327 Federal Magnum, foi baseado no .32 H&R Magnum.

#### .357 Remington Maximum
O .357 Remington Maximum, foi baseado no .357 Magnum.

#### .460 S&W Magnum
O .460 S&W Magnum, foi baseado no .454 Casull.

#### .357 SuperMag 1
Esse .357 SuperMag, foi baseado no .357 Magnum.

#### .375 SuperMag 2
Esse .375 SuperMag, foi baseado no .375 Winchester.

#### .414 SuperMag
O .414 SuperMag, foi baseado no .41 Remington Magnum.

#### .445 SuperMag
O .445 SuperMag, foi baseado no .44 Magnum. um revólver projetado para o .445 SuperMag, pode disparar também o .44 Magnum, o .44 Special e o .44 Russian.